# آلان ري (رياضي)
آلان ري هو متسابق بياثل سويسري، ولد في 7 يوليو 1982.